# Praomys delectorum
Praomys delectorum är en däggdjursart som först beskrevs av Thomas 1910.  Praomys delectorum ingår i släktet afrikanska mjukpälsråttor, och familjen råttdjur. IUCN kategoriserar arten globalt som livskraftig. Inga underarter finns listade i Catalogue of Life.
Denna gnagare förekommer med flera från varandra skilda populationer i östra Afrika från Kenya till Moçambique. Arten lever i bergstrakter mellan 1000 och 2200 meter över havet. Habitatet utgörs av ursprungliga och återskapade bergsskogar.